# John de Beauchamp, 1r Baró Beauchamp
John de Beauchamp, 1r Baró Beauchamp de Warwick KG (1316-2 de desembre de 1360) va ser el tercer fill de Guy de Beauchamp, 10è comte de Warwick i germà de Thomas de Beauchamp, 11è comte de Warwick, amb qui esdevingué fundador i desè cavaller de l'orde de la Lligacama el 1348.
Assistí el rei Eduard III a Flandes el 1338, va estar al centre de la batalla de Vironfosse el 1339 i a la batalla naval de Sluis el 1340. Portà l'estendard reial a la batalla de Crécy el 1346 i va estar present al setge i rendició de Calais, ciutat de la que seria nomenat capità el 1349. També rebé els títols d'Almirall de la Flota, Condestable de la Torre de Londres i Guardià dels Cinque Ports. Ingressà al Parlament com a baró el 1350.
Va morir sense descendència i la seva baronia expirà amb ell. Va ser enterrat entre dos pilars, davant la imatge de la Mare de Déu, al costat sud de la nau de l'antiga Catedral de Sant Pau, on hi havia un monument en memòria seva, incorrectament conegut posteriorment com la "Tomba del Duc Humprey".